# Žiga Turk
 (avril 2019).
Si vous disposez d'ouvrages ou d'articles de référence ou si vous connaissez des sites web de qualité traitant du thème abordé ici, merci de compléter l'article en donnant les références utiles à sa vérifiabilité et en les liant à la section « Notes et références ».
Žiga Turk, né le 4 février 1962 à Ljubljana, est un homme politique slovène, membre du Parti démocratique slovène. Il est ministre de l’Éducation, de la Science, de la Culture et des Sports dans le gouvernement Janša II, entre 2012 et 2013.